# Cortinarius largus

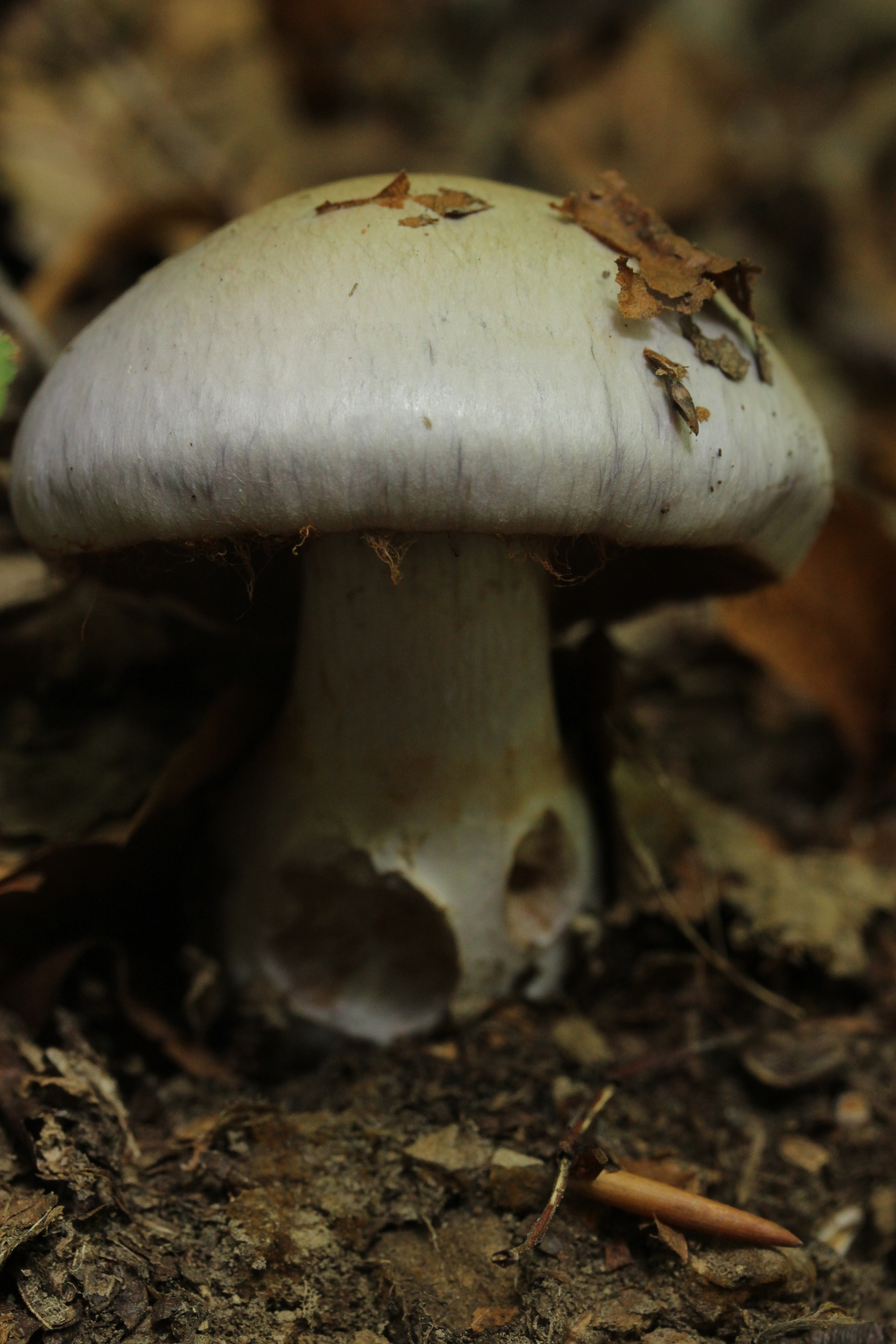

Cortinarius largus Fr. – gatunek grzybów należący do rodziny zasłonakowatych (Cortinariaceae).

## Systematyka i nazewnictwo
Pozycja w klasyfikacji według Index Fungorum: Cortinarius, Cortinariaceae, Agaricales, Agaricomycetidae, Agaricomycetes, Agaricomycotina, Basidiomycota, Fungi.
Po raz pierwszy opisał go w 1838 r. Elias Fries i nadana przez niego nazwa jest aktualna. Nie podał typu nomenklatorycznego. W 2020 r. inni mykolodzy podali neotyp. Synonimy:
- Cortinarius largus var. crucius Bidaud, Moënne-Locc. & Reumaux 1996
- Cortinarius largus var. rubrozonatus Bidaud, Moënne-Locc. & Reumaux 1996
- Cortinarius lividoviolaceus Rob. Henry 1987
- Gomphos largus (Fr.) Kuntze 1891
- Phlegmacium largum (Fr.) Wünsche 1877

Władysław Wojewoda w 2003 r. uznał go za synonim Cortinarius nemorensis (Fr.) J.E. Lange, ten jednak według Index Fungorum jest synonimem zasłonaka różnobarwnego (Cortinarius variecolor (Pers.) Fr.).

## Morfologia
Kapelusz
Średnica 5–12 cm. Powierzchnia gładka, w młodym wieku fioletowo-szara, czasem z różowym odcieniem, później bladoszarobrązowa do żółtobrązowej, przy brzegu szarofioletowa.
Blaszki
Fioletowe do szarofioletowych.
Trzon
Maczugowaty do cylindrycznego, rzadko zwężający się; biały lub bladofioletowy do jasnoszarobrązowego. Zasnówka początkowo biaława do fioletowej, potem jasnożółtobrązową, rzadka.
Miąższ
Biały do jasnofioletowego, marmurkowo-fioletowy”.
Cechy mikroskopowe
Zarodniki 9,5–11,5 × 5,5–6,5 µm, migdałowate, umiarkowanie lub dość silnie brodawkowate.
Gatunki podobne
Cortinarius lividoviolaceus jest znacznie mniejszy, Phlegmacium sobrium jest jaśniejszy, ma odcienie od białego do bladoszarobrązowego i fioletowego i jest bardzo rzadki, związany ze świerkami

## Występowanie i siedlisko
Podano jego stanowiska w Europie, Azji, Australii i na Nowej Zelandii. W Europie jest szeroko rozprzestrzeniony i podano tu wiele jego stanowisk. Brak go w opracowanym w 2003 r. przez Władysława Wojewodę wykazie wielkoowocnikowych grzybów podstawkowych Polski, ale kilka jego stanowisk przytaczają T. Ślusarczyk i inni. Aktualne stanowiska podaje także internetowy atlas grzybów (pod nazwą Phlegmacium largus). Znajduje się w nim na liście gatunków zagrożonych i wartych objęcia ochroną.
Naziemny grzyb mykoryzowy. Występuje w lasach, zwłaszcza pod leszczynami i dębami.